# Neca (futebolista)
Antônio Rodrigues Filho, mais conhecido como Neca (Rio Grande, 15 de abril de 1950), é um ex-futebolista brasileiro.

## Carreira

### Início
Meio-campista cujos fortes eram o cabeceio e a visão de gol, Neca começou no Sport Club Rio Grande, em 1967, e de lá foi para o Esportivo, de Bento Gonçalves, em 1969. Ficou por seis anos em Bento Gonçalves, até ser contratado pelo Grêmio, em 1975, por insistência de Ênio Andrade.

### Grêmio e seleção brasileira
No Grêmio, onde se tornou um dos vinte maiores artilheiros da história do time gaúcho, com 60 gols, foi convocado para a Seleção Brasileira, numa convocação em que foi considerado a grande surpresa. da convocação do técnico Oswaldo Brandão para alguns torneios amistosos. Estreou em 19 de maio de 1976, na Taça do Atlântico, contra a Argentina, e marcou o segundo gol da vitória por 2 a 0, aos 43 minutos do segundo tempo. Começou a partida seguinte, em 23 de maio, contra a Inglaterra, pelo Torneio Bicentenário dos Estados Unidos, mas foi substituído no intervalo. Três jogos depois, em 9 de junho, entrou no segundo tempo, no lugar de Geraldo, e encerrou sua participação em jogos oficiais pela Seleção com um total de um gol em três jogos. Participou ainda de três jogos não-oficiais, sem marcar gols, em junho, outubro e dezembro do mesmo ano, os dois últimos já como atleta do Corinthians, para onde foi no meio do ano.

### Corinthians
No Parque São Jorge, fez alguns bons jogos na campanha em que o time foi vice-campeão brasileiro e marcou dez gols em 22 jogos. Entretanto, foi dispensado logo após o torneio e foi chamado de "pipoqueiro" pelos corintianos. "Eu adorava o Corinthians, sua maravilhosa torcida, os companheiros, todos sensacionais", lamentou. "Mas foi um alívio sair."

### Cruzeiro
Acabou no Cruzeiro, onde chegou questionado, embora fosse o único reforço do time para 1977 que tivesse algum nome. "Se eu fosse isso que dizem de mim [jogador que "foge do pau"]", desafiava ao chegar, "o Cruzeiro não teria me comprado." No time de Belo Horizonte, marcou 17 gols em 45 jogos, apesar de dividir espaço com Eli, jogador com características parecidas com as suas. Lá foi vice-campeão da Libertadores e campeão mineiro em 1977, mesmo sem jogar as três partidas desta última final, quando estava sendo negociado com o São Paulo.

### São Paulo
O time paulista, relutante por causa da fama do meia, só aceitou a negociação depois de muita insistência do então técnico Rubens Minelli. Para convencer a diretoria, Minelli levou o jogador ao presidente do clube, Henri Aidar, e falou para ele: "Sabe qual é a fama que você tem em São Paulo? De mercenário, mau-caráter, líder negativo e covarde. O que você responde?" Neca respondeu: "Então faça o seguinte, presidente: em vez de comprar meu passe, traga-me por empréstimo, só para me analisar melhor." Aidar aceitou o desafio, o jogador foi para o seu quarto clube no período de um ano.
No São Paulo, teve altos e baixos, mas conquistou o título do Campeonato Brasileiro de 1977. Em sua sexta partida pelo time, já no campeonato nacional, foi bastante vaiado pela torcida no Pacaembu ao ser substituído por Marcos, o que gerou um comentário magoado do jogador: "Essa mesma torcida que me vaiou hoje ainda vai me aplaudir de pé." Depois disso, não chegou a ter atuações de destaque, mas teve seu nome cantado pela torcida antes da partida contra o CRB. Mesmo assim, pela primeira vez em sua carreira ficou na reserva, no primeiro jogo das semifinais e na final, mas entrou no segundo tempo em ambas as partidas. Na final, protagonizou o lance em que o atleticano Ângelo quebrou a perna em uma dividida com o são-paulino — quem levou a "fama" pelo lance foi Chicão, que deu uma pisada no adversário quando ele estava no chão após o lance.
Ficou no São Paulo, onde marcaria 27 gols em 103 jogos, até 1980.

### Anos finais
Após, transferiu para o América, do Rio de Janeiro. Em 1981, foi para o São Paulo, de Rio Grande, onde ficou até 1984. Em 1987, depois de dois anos parado, defendeu ainda o Rio Grande, pela segunda vez, e o Rio-Grandense, onde encerrou a carreira.

### Títulos
- Campeonato Brasileiro: 1977

## Após a aposentadoria
Atualmente, Neca é empresário em sua cidade natal, tendo uma loja de artigos esportivos.